# Georg Prange

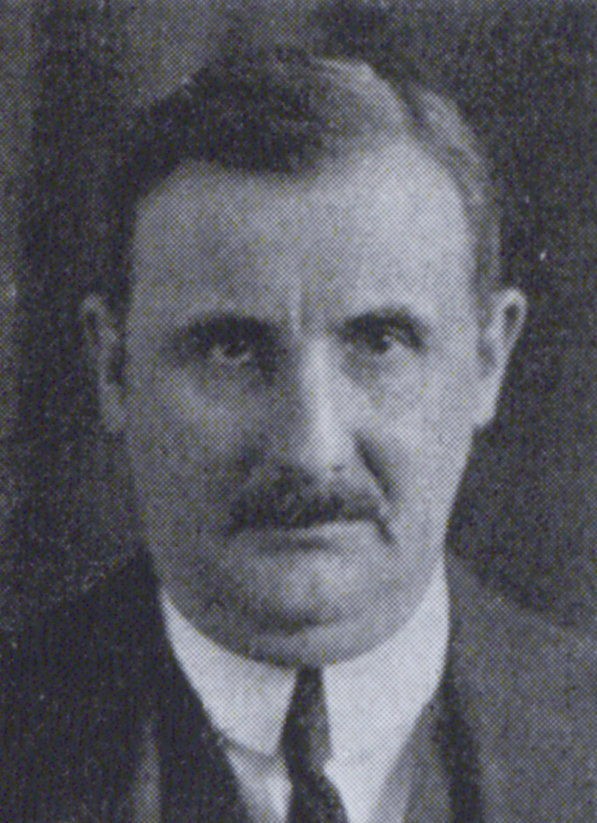
Georg Prange, um 1931

Georg Heinrich Friedrich Wilhelm Prange (* 1. Januar 1885 in Hannover; † 3. Februar 1941 ebenda) war ein deutscher angewandter Mathematiker. 

## Leben
Prange war der Sohn eines Kaufmanns, der sich, aus einfachen bäuerlichen Verhältnissen stammend, in Hannover emporgearbeitet hatte. Prange studierte ab 1903 an der Universität Göttingen unter anderem bei Felix Klein und David Hilbert. Nach zwei Semestern in München kehrte er wieder nach Göttingen zurück, musste dann aber sein Studium aufgrund des Ausbruchs einer Lungenkrankheit, an der er beinahe starb, abbrechen. Erst 1910 konnte er weiter studieren. Im Jahr 1912 legte er seine Lehramtsprüfung in Göttingen ab und wurde Assistent an der Technischen Hochschule in Hannover bei Conrad Müller. Im Jahr 1914 wurde er in Göttingen bei Hilbert promoviert mit einer Arbeit über das Hamiltonsche Prinzip der Mechanik (Die Hamilton-Jacobische Theorie für Doppelintegrale). In seiner von Conrad Müller betreuten Habilitation befasste er sich mit den Grundlagen der Variationsverfahren in der Elastizitätstheorie. Er untersuchte auch William Rowan Hamiltons Arbeiten zur geometrischen Optik und ihre Rolle für den Ursprung von Hamiltons Behandlung der Mechanik. Seine Übersetzungen von Hamiltons Arbeiten wurden dabei von der Firma Zeiss unterstützt.
Nach wenigen Monaten als Dozent in Halle wurde er 1921 Professor für Höhere Mathematik mit Lehrauftrag für Angewandte Mathematik an der TH Hannover. In Hannover hielt er unter anderem Vorlesungen über die mathematischen Methoden in der Elektrotechnik. Zuletzt befasste er sich mit dem Dreikörperproblem in Anschluss an die Arbeiten von Henri Poincaré und George David Birkhoff. Prange erhielt nach 1921 drei Rufe, nach Brünn, Dresden und Karlsruhe, die er alle ablehnte. Er behielt die Position als Professor für Mathematik an der TH Hannover bis zu seinem Tode bei. Er starb 56-jährig in Hannover.
In seiner Habilitation wies er die Äquivalenz von Kraftgrößenverfahren und Weggrößenverfahren in der Baustatik nach. Beide gehen nach Prange durch eine Legendre-Transformation auseinander hervor (sie sind dual zueinander) beim Variationsproblem der Formänderungsarbeit bzw. potentiellen Energie. Zuvor gab es eine Auseinandersetzung zwischen den führenden deutschen Baustatikern Christian Otto Mohr (Weggrößenverfahren, Deformationsmethode) und Heinrich Müller-Breslau (Kraftgrößenverfahren). Beide Verfahren wurden für die praktische Berechnung von Rahmentragwerken entwickelt. Bei den an praktische Anwendungen interessierten Bauingenieuren blieb das lange unbeachtet, damals wurde meist das Kraftgrößenverfahren verwendet (mit den Kräften als Variabler), die Deformationsmethode erlebte erst mit dem Aufkommen der Finiten Elemente in der Statik, wo sie meist die methodische Grundlage bildet, ihren Aufschwung.
Im Jahr 1927 wurde er zum Mitglied der Leopoldina gewählt.

## Schriften
- mit Conrad Müller: Angewandte Mechanik. Helwingsche Verlagsbuchhandlung, Hannover 1923.
- Vorlesungen über Integral- und Differentialrechnung. 2 Bände, Springer Verlag 1943.
- Prange: Die allgemeinen Integrationsmethoden der analytischen Mechanik. Enzyklopädie der mathematischen Wissenschaften 1933.
- Prange: Das Extremum der Formänderungsarbeit. Habilitationsschrift Technische Hochschule Hannover, 1916, herausgegeben und eingeleitet von Klaus Knothe, Reihe Algorismus, Heft 31, Institut für Geschichte der Naturwissenschaften München 1999.
- Prange: Die Theorie des Balkens in der Technischen Elastizitätslehre. In: Zeitschrift für Architektur und Ingenieurwesen. Neue Folge 24: 84 -- 96, 121 -- 150, 1919.
- Die Hamilton-Jacobi-Theorie für Doppelintegrale. Dissertation 1915.
- Hamiltons Beitrag für die geometrische Optik. Jahresbericht DMV.
- W. R. Hamilton´s Abhandlungen zur Strahlenoptik. Akademische Verlagsgesellschaft, Leipzig 1933.